# Binnenkontur
Binnenkontur (auch die innere Umrisslinie) ist ein Fachbegriff der graphischen Gestaltung.

## Anwendung
Die Binnenkonturen differenzieren den inneren Raum einer größeren Außenkontur eines Gegenstandes oder einer Figur. So kann als Außenkontur die Silhouette eines Apfels dienen, in dessen Inneren z. B. ein Wurm in Binnenkontur gezeichnet wurde. Bei Zeichnungen mit reinen Außen- und Binnenkonturen gibt es jedoch keine Schraffuren oder allgemein Linien, die das sichtbare Volumen der Körper wiedergeben. Deshalb wirken solcher Art Zeichnungen meist relativ flächig, obgleich Überlappungen sowie Größen- und Höhenunterschiede (= einfache raumgebende Mittel) bereits einen Bildraum erzeugen können.